# Pteraspidomorphi
Pteraspidomorphi är en grupp utdöda käklösa fiskar som levde mellan Ordovicium och Devon.